# Мухаммад ал-Кудукли
Мухаммад аль-Кудукли или Мухаммад аль-Кудутли или Мухамммад Кудутлинский, также известен как Мухаммад Кудуклай или Магомед Кудукли (араб. محمد‎,авар. МухІаммад, лезг. Мугьаммад) (неизвестно, Гимры, Хиндалал, ныне Дагестан — 17 октября 1832, там же) — северо-кавказский военный и религиозный деятель, имам Дагестана и Чечни, мусульманский учёный-богослов, шейх.

## Биография
Магомед Майртупский, поддержавший Авко Унгаева, который в мае 1821 году был объявлен в Майртупской мечети духовным вождем Чечни) и Бейбулатом Таймиевым, который на тот момент являлся светским вождём чеченцев, Авко провозгласил себя имамом Чечни и принял участие в крупном восстании чеченцев 1825 года, а через год имамом провозгласил себя также дагестанский алим и накшбандийский шейх Мухаммад ал-Кудукли, который и был «официально» объявлен имамом. Мухаммад ал-Кудукли взял на себя идейное руководство восстанием чеченцев и ингушей в 1824—1826 годы, в котором приняли также участие аварцы и лезгины. По другой версии Авко был избран временным имамом в 1824 году, а 24 мая 1825 года на общечеченском съезде в селе Майртуп имамом Чечни был избран Магома (Магомет) Кудуклинский (из Дагестана), сподвижник Магомеда Ярагского. И по третей версии, имамом был избран мулла Магомед Майртупский и было это в конце 1825 года.
Весной 1830 года чеченские вожди Бейбулат, Ших-Абдулла, Ахверди-Магома, Астемир и другие, признали имама Дагестана — Гази-Мухаммада — имамом Чечни. Уже 4 мая Авко с отрядом в 400 человек отправился в Гимры для соединения с Имамом. 29 мая они потерпели поражение у крепости Бурная.
Погиб при штурме башни в Гимри:

«Вместе с Гази-Мухаммадом мучениками за веру стали его лучшие товарищи, а также благородные вожди: превосходный учёный, святой хаджи Али Харахинский; блистательный, чрезвычайно одарённый ученый-богомолец Нур-Мухаммад-эфенди из Инхо; мудрый учёный, большой труженик, борец за веру (гази) Саид Хариколинский; достойный учёный, имамский муфтий Мухаммад Кудутлинский и другие благонравные и благочестивые люди. Произошло это в понедельник месяца джумада ул-ахир 1248 (ноябрь 1832 года н. э.) года, на закате.» — Историко-биографические и исторические очерки хаджи Хайдарбека Геничутлинского